# Serpent liane
Cet article court présente un sujet plus développé dans plusieurs articles dérivés.
Pour des articles plus généraux, voir Serpent et Liane.
L'expression « serpent liane », ou « serpent-liane », est un nom vernaculaire ambigu en français, pouvant désigner plusieurs espèces différentes de colubridés :
- Ahaetulla nasuta[1], originaire d'Asie du Sud et du Sud-Est ;
- A. prasina[2], originaire d'Asie du Sud et du Sud-Est ;
- Leptophis ahaetulla[3], originaire d'Amérique latine ;
- le genre Oxybelis[4] ;
  - O. aeneus[1],[4], originaire d'Amérique ;
  - O. fulgidus[5],[6], originaire d'Amérique latine ;
- le genre Philodryas[4] ;
  - P. argentea[4], originaire d'Amérique du Sud ;
- le genre Thelotornis[7] ;
  - T. capensis[1], originaire d'Afrique subsaharienne.

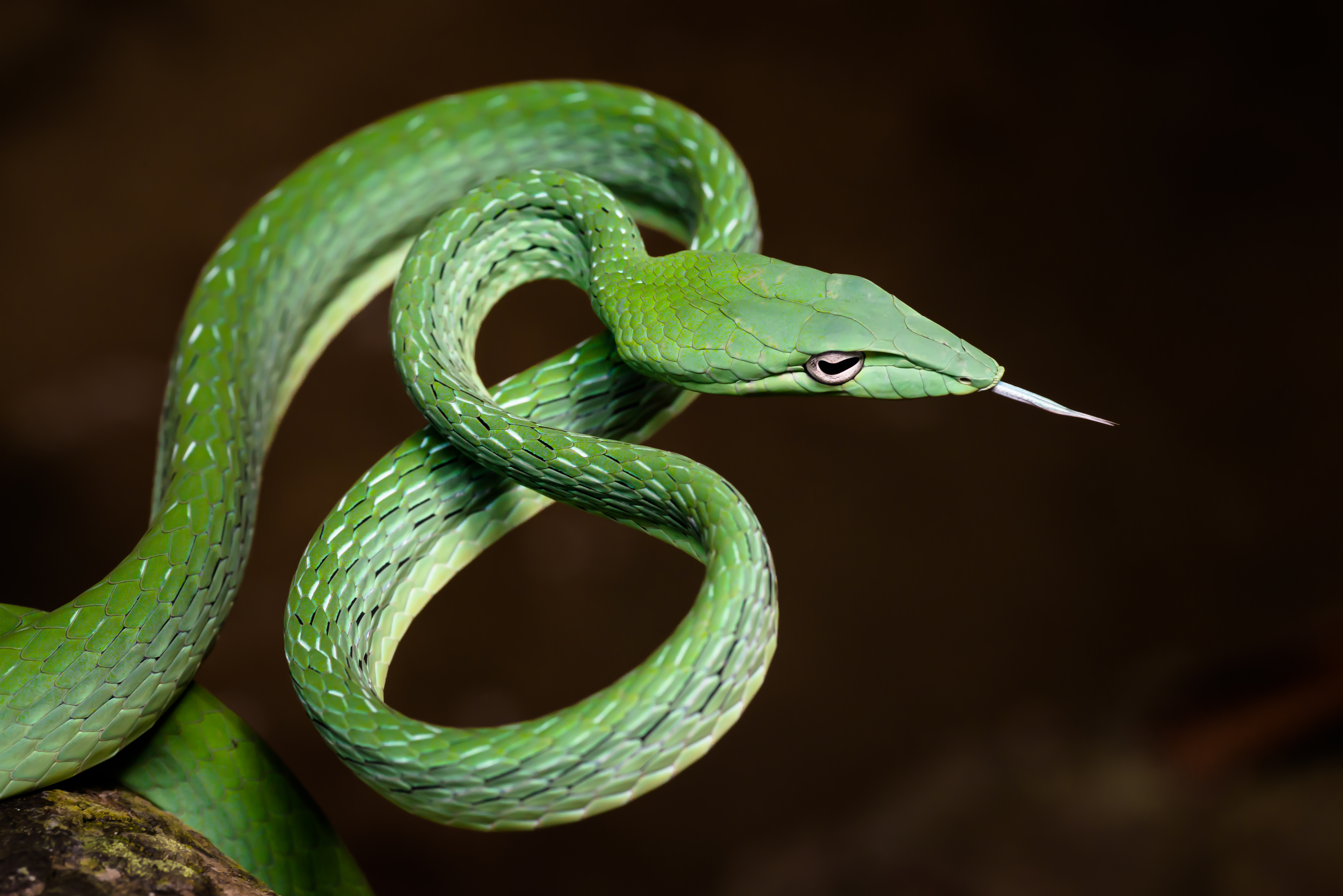
Ahaetulla prasina
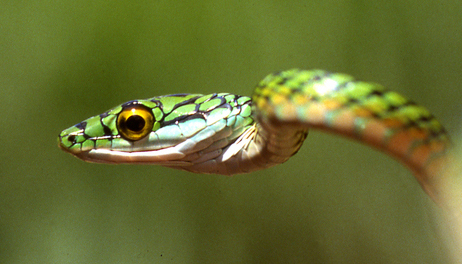
Leptophis ahaetulla
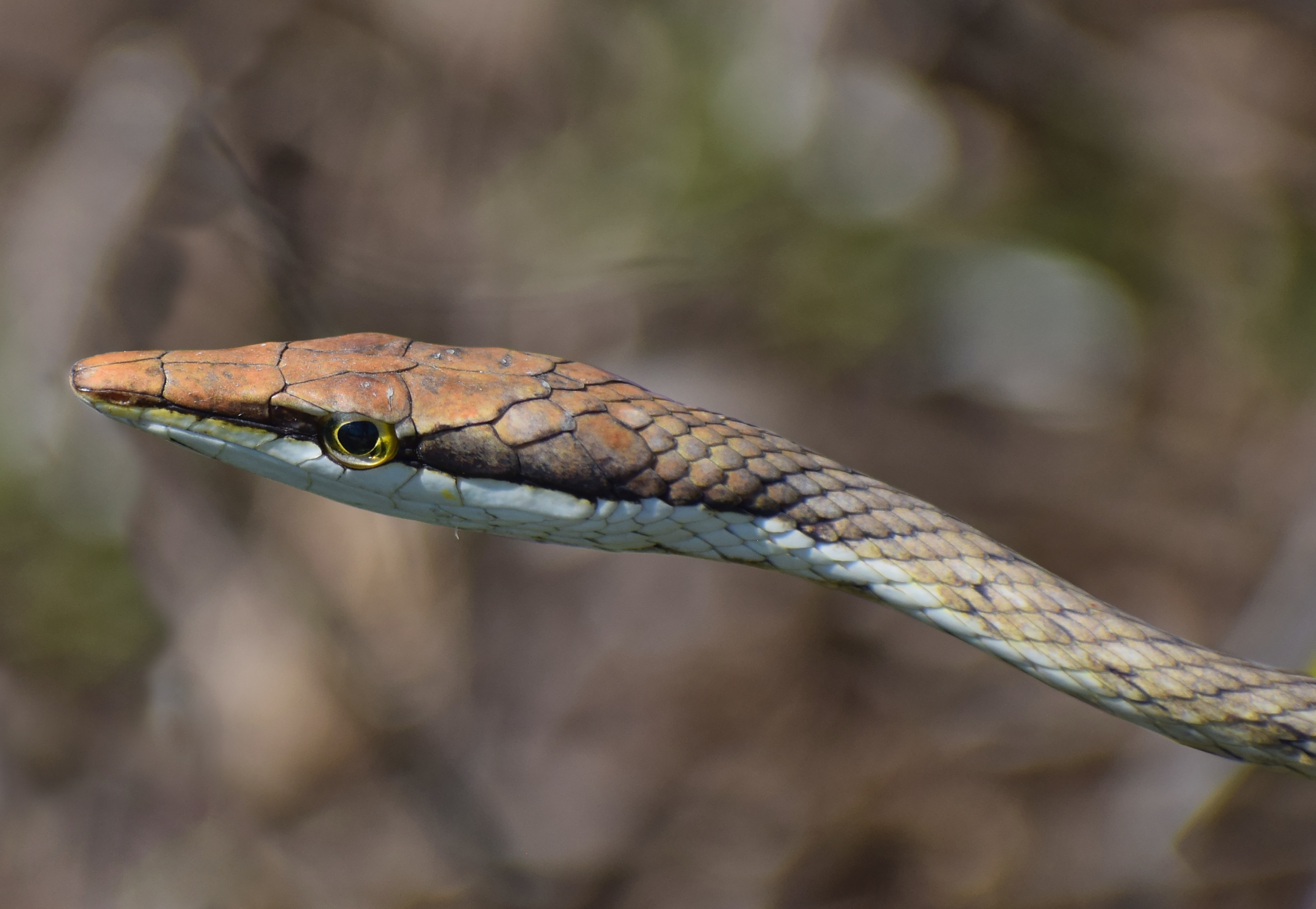
Oxybelis aeneus

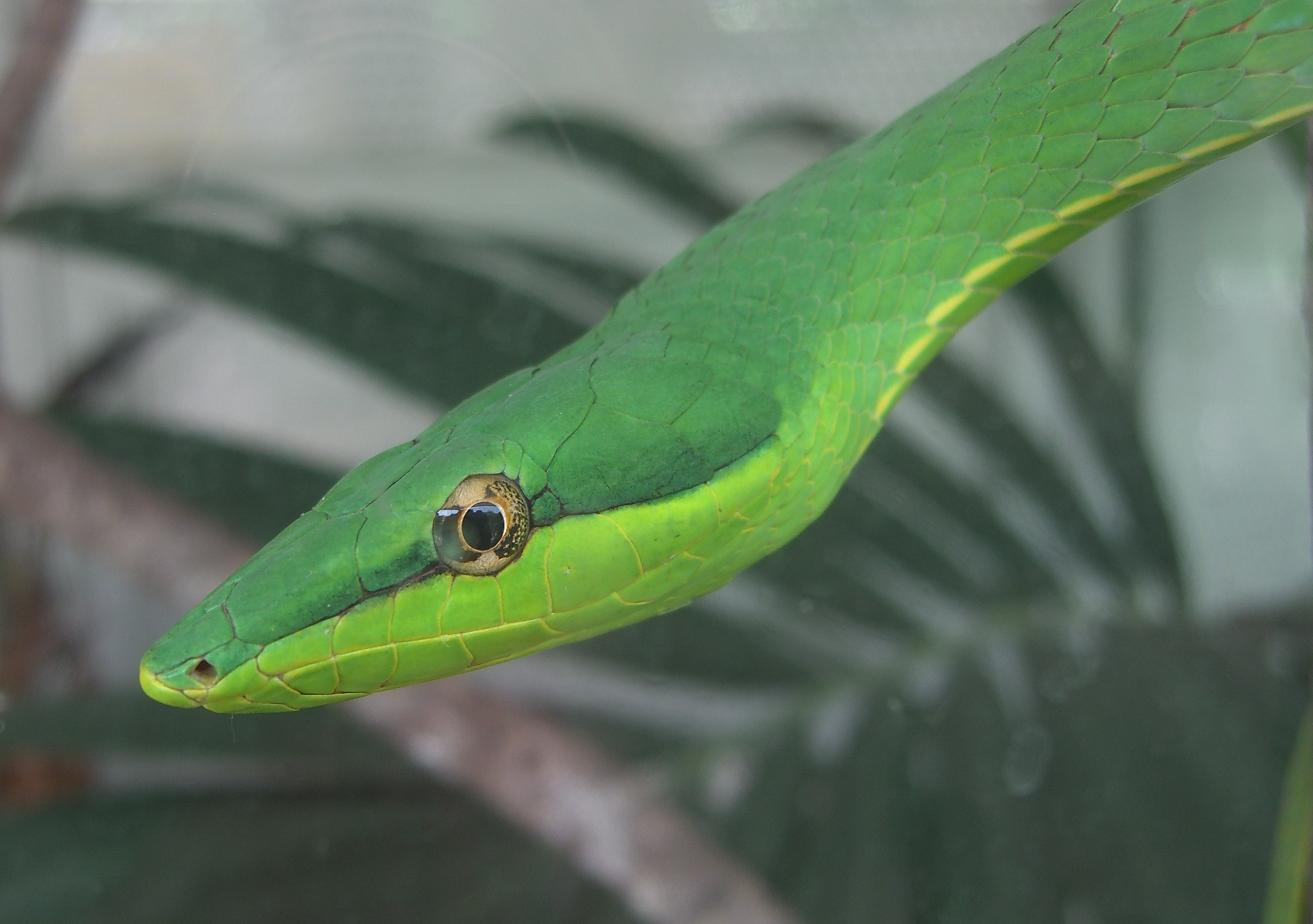
O. fulgidus
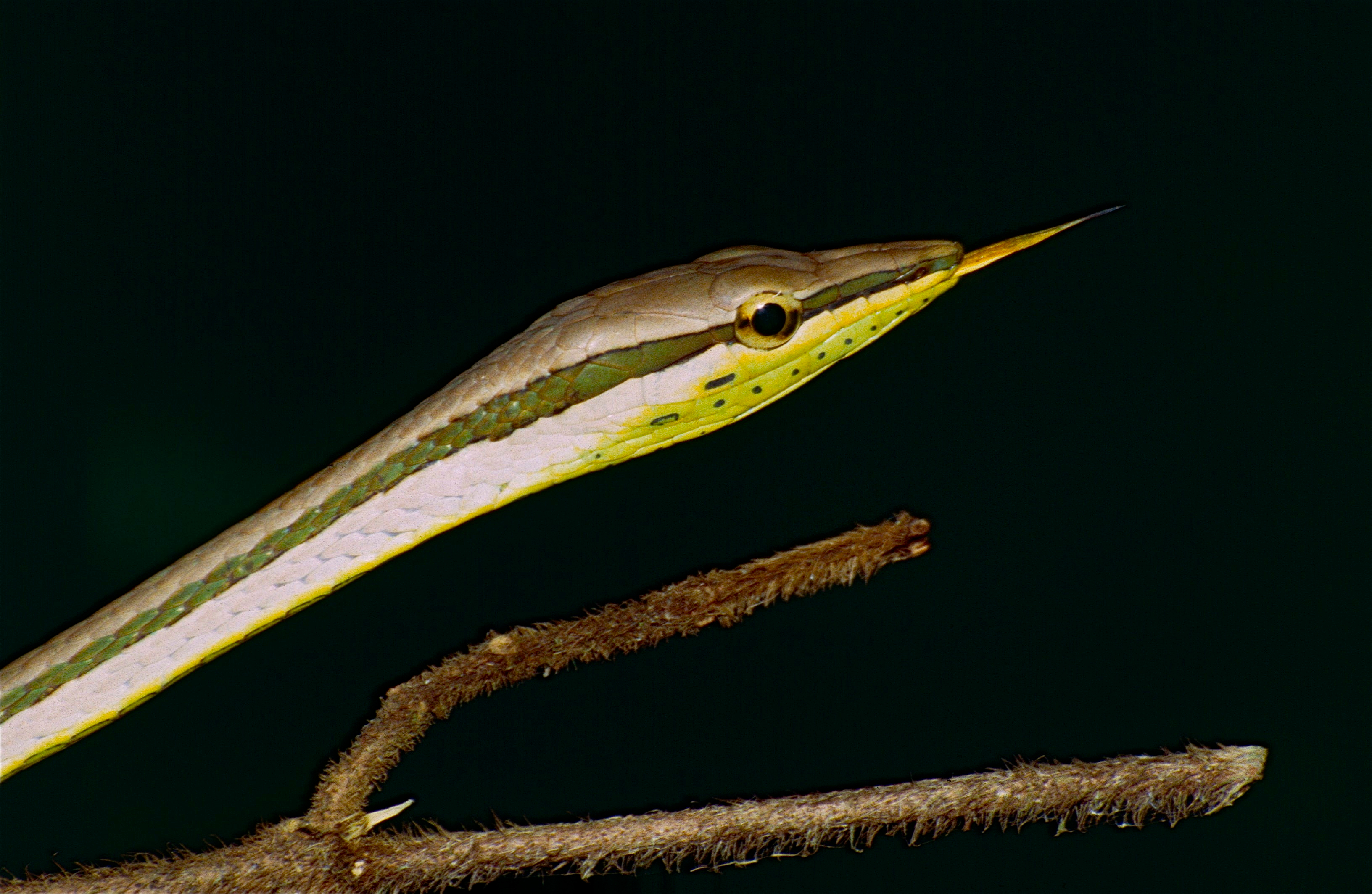
Philodryas argentea
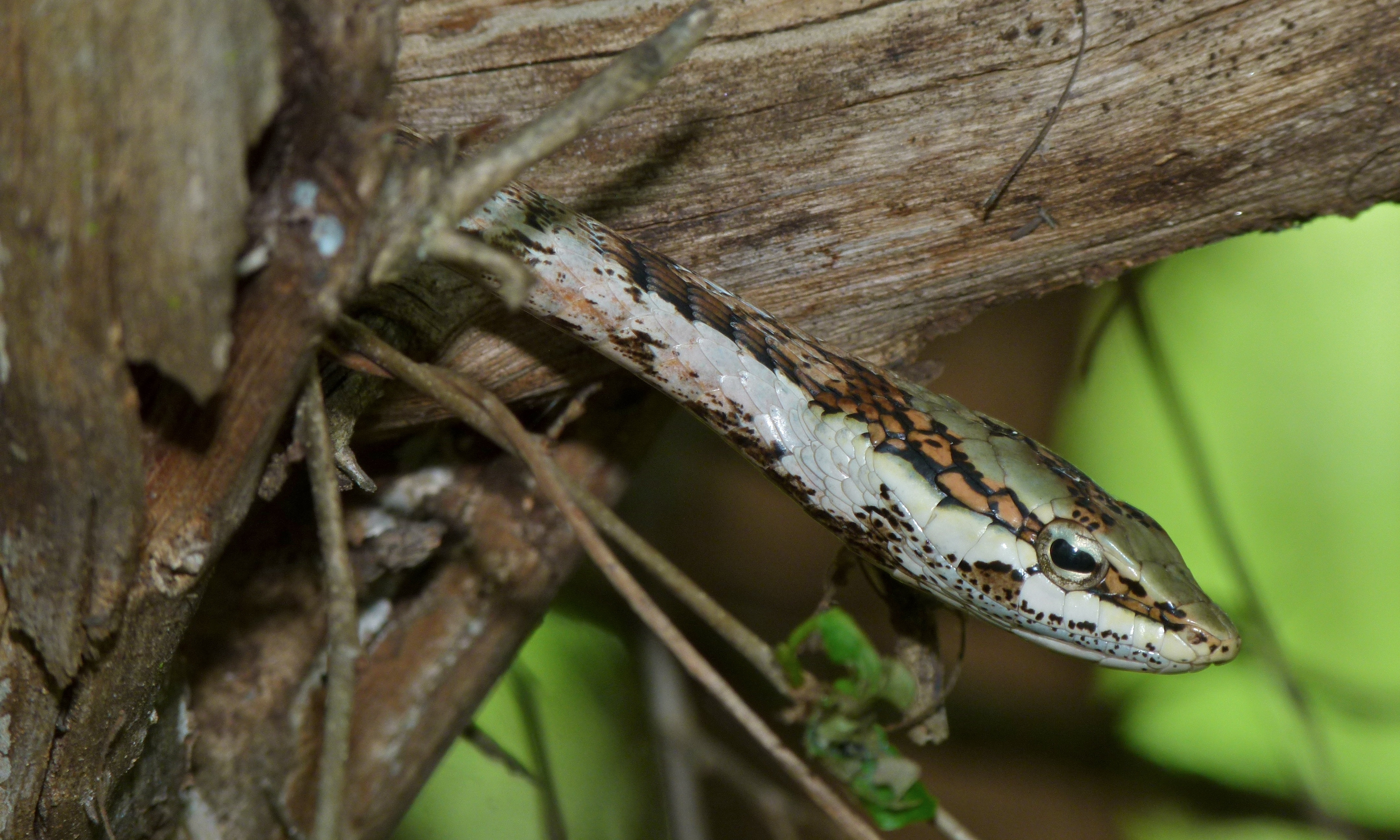
Thelotornis capensis